# Les Enfants du rail
Pour plus de détails, voir Fiche technique et Distribution.
Les Enfants du rail ou Les Enfants du chemin de fer (The Railway Children) est un film  d'aventures familiales britannique sorti en 1970, réalisé par Lionel Jeffries, tiré du roman de Edith Nesbit. 
En 1999, le film est classé no 66 au Top 100 du British Film Institute. Une pièce de théâtre tirée du film est également produite à Londres en 2014 et 2015.

## Synopsis
L'histoire relate les aventures des enfants Waterbury, qui sont obligés de déménager avec leur mère (Dinah Sheridan)  d'une luxueuse villa édouardienne dans la banlieue de Londres pour "Three Chimneys", une maison à proximité du fictionel "Great Northern and Southern Railway " dans les  Yorkshire Dales. Le père (Iain Cuthbertson), qui travaille au bureau des Affaires étrangères, a été emprisonné après avoir été accusé d'avoir vendu des secrets d'Etat aux Russes.
Les trois enfants, Roberta (Bobbie) (Jenny Agutter), Phyllis (Sally Thomsett) et Peter (Gary Warren),s'amusent à regarder les trains sur la ligne de chemin de fer à proximité et en saluant les passagers. Ils deviennent amis avec  Albert Perks (Bernard Cribbins), le chef de gare, et avec le vieux monsieur qui prend régulièrement le train de 9 h.15 . En attendant, pour gagner de l'argent et pour survivre pendant l'absence de son mari, la mère écrit et vend des histoires à des magazines.
Après de nombreuses aventures, dont le sauvetage de dizaines de passagers en alertant un train d'un glissement de terrain, le sauvetage d'un dissident russe, M. Szczepansky et l'union avec sa famille, et les soins donnés à Jim, le petit-fils du vieux monsieur, qui est blessé en participant à un jeu de piste, Bobbie finit par découvrir la vérité de l'absence de son père et fait appel au vieux monsieur pour son aide. Il est finalement en mesure d'aider à prouver l'innocence de leur père, et la famille est réunie.

## Fiche technique
- Titre original : The Railway Children
- Titre français : Les Enfants du rail ou Les Enfants du chemin de fer[2]
- Réalisation : Lionel Jeffries
- Scénario : Lionel Jeffries d'après le roman d'Edith Nesbit
- Photographie : Arthur Ibbetson
- Montage : Teddy Darvas
- Musique : Johnny Douglas (en)
- Décors : John Clark
- Production : Nat Cohen, Robert Lynn
- Société de production : EMI Films (en)
- Pays de production :  Royaume-Uni
- Langue originale : anglais britannique
- Format : couleur par Technicolor - 1,66:1 - Son mono - 35 mm
- Durée : 110 minutes
- Genre : Aventures familiales[2]
- Dates de sortie :
  - Royaume-Uni : 22 décembre 1970
  - France : 26 juillet 1973[2]

## Distribution
- Dinah Sheridan : Mme Waterbury ("mère")
- Bernard Cribbins : Albert Perks
- William Mervyn : vieux monsieur
- Iain Cuthbertson : Charles Waterbury ("père")
- Jenny Agutter : Roberta 'Bobbie' Waterbury
- Sally Thomsett : Phyllis Waterbury
- Gary Warren : Peter Waterbury
- Peter Bromilow : le docteur Forrest
- Ann Lancaster : Ruth
- Gordon Whiting : Shapanski
- Beatrix Mackey : tante Emma
- Deddie Davies : Mme Nell Perks
- David Lodge :chef d'orchestre
- Christopher Witty : Jim
- Brenda Cowling : Mme Hilda Viney
- Paddy Ward : homme au cart
- Erik Chitty : photographe
- Sally James: femme de ménage
- Dominic Allan : homme CID
- Amelia Bayntun: chef de cuisine